# Edison (Washington)
Edison je obec v okrese Skagit v americkém státě Washington. V roce 2010 zde žilo 133 lidí a obec byla částí metropolitní oblasti Mount Vernon-Anacortes. Všech 1,5 km² rozlohy obce zabírá souš. V roce 2010 tvořili 96 % místního obyvatelstva běloši a 2 % Afroameričané.
Zdejší území jako první osadil roku 1869 Ben Samson, až později získalo své jméno po Thomasi Alvovi Edisonovi.
Původně měla obec i svou střední školu, na které studoval i novinář Edward R. Murrow, po skončení 2. sv. války se ale obec spojila s nedalekým Burlingtonem, se kterým vytvořila školní obvod Burlington-Edison. Jeho jediná střední škola, Burlington-Edison High School, se nachází právě v Burlingtonu. V Edisonu se nyní tedy nachází pouze základní škola.